# Carlos David e Almeida Nobre
Carlos Nobre, (Almada, 29 de Setembro de 1987) é um futebolista português. Joga actualmente como Guarda-redes no Almada Atlético Clube.
Estuda actualmente na (Faculdade de Ciências e Tecnologia) da (Universidade Nova de Lisboa) e está a tirar o curso de (Engenharia Informática).